# Toàn cầu hóa văn hóa

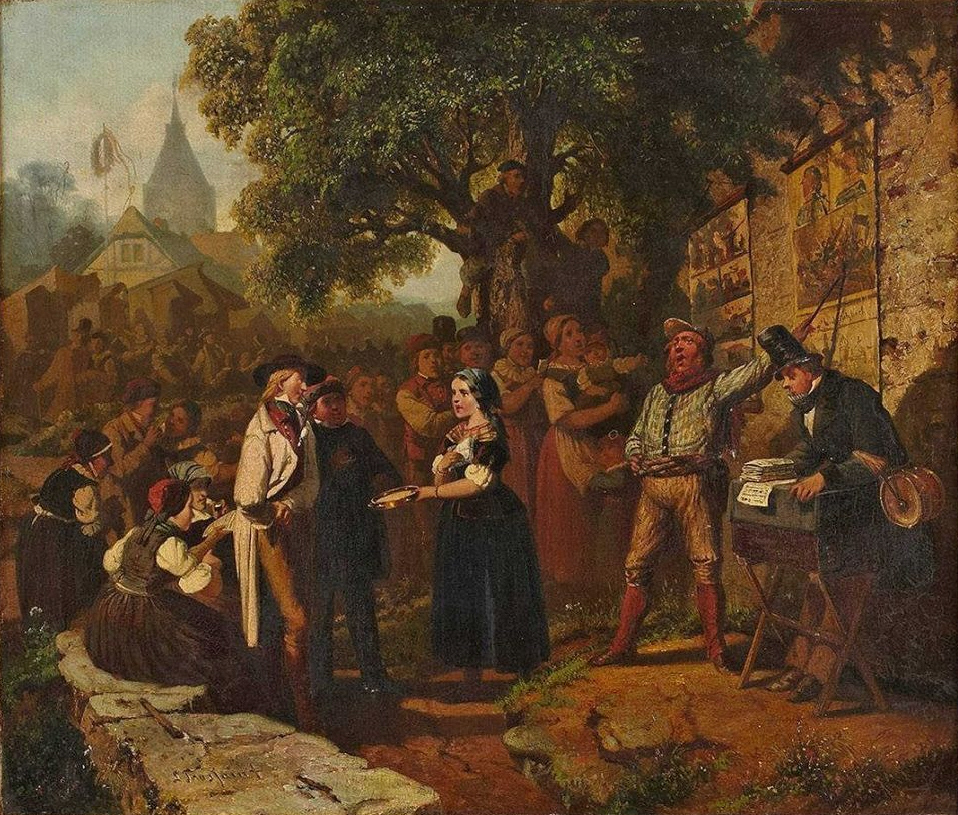
Tranh vẽ hội chợ thương mại, Hessisches Volksfest (Lễ hội dân gian Hessen), 1887, Louis Toussaint (1826-1887), Öl auf Leinwand.

Toàn cầu hóa văn hóa đề cập đến việc truyền tải ý tưởng, ý nghĩa và giá trị trên toàn thế giới theo cách mở rộng và tăng cường quan hệ xã hội. Quá trình này được đánh dấu bằng sự tiêu thụ phổ biến của các nền văn hóa đã được phổ biến bởi Internet, phương tiện truyền thông văn hóa phổ biến và du lịch trên quy mô quốc tế. Điều này đã thêm vào các quá trình trao đổi hàng hóa và thuộc địa có lịch sử lâu dài hơn mang ý nghĩa văn hóa trên toàn cầu. Sự lưu thông của các nền văn hóa cho phép các cá nhân tham gia vào các mối quan hệ xã hội mở rộng vượt qua biên giới quốc gia và khu vực. Việc tạo ra và mở rộng các mối quan hệ xã hội như vậy không chỉ đơn thuần nằm ở ở cấp độ vật chất. Toàn cầu hóa văn hóa liên quan đến việc hình thành các chuẩn mực và kiến thức chung mà mọi người liên kết với bản sắc văn hóa cá nhân và tập thể của họ. Nó mang lại sự kết nối ngày càng tăng giữa các quần thể và văn hóa khác nhau.